# المجلس القومي للتعليم الإسلامي
المجلس القومي للتعليم الإسلامي (بالإنجليزية: National Muslim Education Council) هي مؤسسة خيرية بريطانية تأسست عام 1978 من قبل اتحاد المنظمات الإسلامية في المملكة المتحدة. كان أول رئيس لها صفاء خلوصي.
تتمثل مهمة المجلس في «تنسيق الأنشطة التعليمية مع المؤسسات الخيرية التربوية الأخرى. للمساعدة في تدريب وتعليم المسلمين البالغين والأطفال. وتعزيز الأنشطة الدينية والمشاركة في مجالس التعليم بين الأديان».
ينشر المجلس وثائق وأوراق حول التربية الدينية. في عام 1988 ضغط المجلس على الحكومة لتغيير قانون إصلاح التعليم في المملكة المتحدة الذي يتطلب أعمال عبادة «مسيحية على نطاق واسع» في المدارس. أرادوا تغيير الصياغة إلى «عبادة الله الأعلى الواحد». كما أرادوا أن يكون للجان الاستشارية الدائمة للتعليم الديني المزيد من الإسهامات من المسلمين. في عام 2001 دافع سيد عزيز باشا أمين المجلس عن تعاليم الدين الإسلامي في ضوء تقرير يفيد بأن الدراسة المفرطة للقرآن أدت إلى ضعف الأداء التعليمي للأطفال الباكستانيين في المملكة المتحدة.